# Aubigné-sur-Layon
Aubigné-sur-Layon ist ein französisches Dorf und eine Gemeinde mit 349 Einwohnern (Stand: 1. Januar 2022) im Département Maine-et-Loire in der Region Pays de la Loire. Die Gemeinde gehört zum Angers und zum Kanton Chemillé-en-Anjou, die Einwohner werden Aubignois genannt.

## Geographie
Aubigné-sur-Layon liegt etwa 26 Kilometer südsüdöstlich von Angers im Weinbaugebiet Anjou, speziell im Gebiet Coteaux-du-Layon. Im Westen begrenzt der Layon die Gemeinde. Umgeben wird Aubigné-sur-Layon von den Nachbargemeinden Terranjou im Norden und Nordosten, Lys-Haut-Layon im Osten, Montilliers im Süden und Südwesten sowie Faveraye-Mâchelles im Westen und Nordwesten. 

## Bevölkerungsentwicklung
| Jahr                       | 1962 | 1968 | 1975 | 1982 | 1990 | 1999 | 2006 | 2018 |
| Einwohner                  | 356  | 324  | 271  | 257  | 263  | 334  | 361  | 368  |
| Quellen: Cassini und INSEE |      |      |      |      |      |      |      |      |

## Sehenswürdigkeiten
- Kirche Saint-Denis, Monument historique seit 1993
- Schloss Aubigné, Monument historique seit 1930

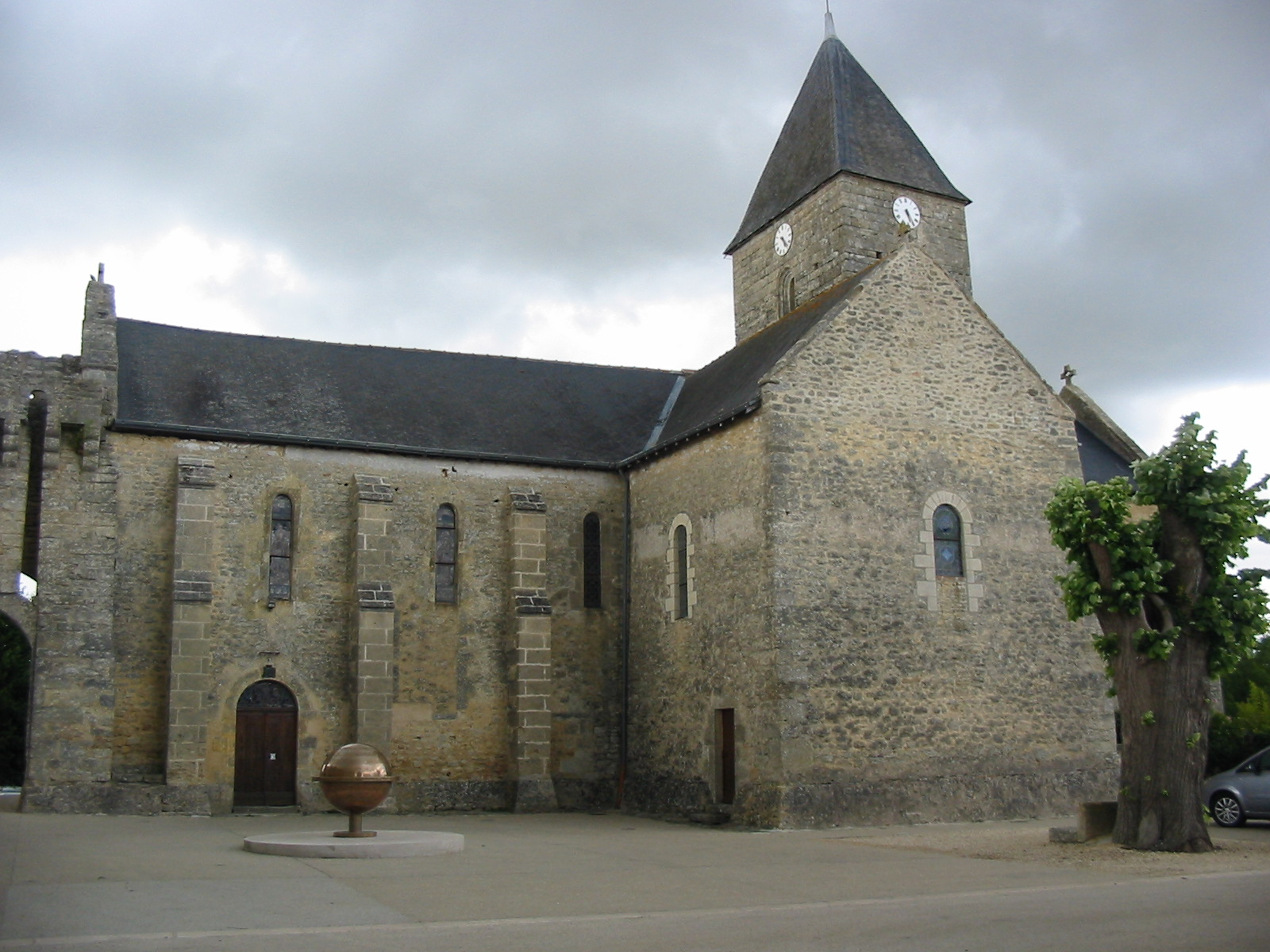
Kirche Notre-Dame

## Weinbau
Die Reben in Aubigné-sur-Layon gehören zum Weinbaugebiet Anjou.